# Ees
Pour les articles homonymes, voir Ees.
Ees est un village dans la commune néerlandaise de Borger-Odoorn, dans la province de Drenthe. Le 1er janvier 2007, le village comptait 363 habitants.